# 九巴荔枝角車廠
九巴荔枝角車廠（英語：KMB Lai Chi Kok Depot），俗稱荔廠或直角廠，是九巴的車廠之一，公司車廠代號LCKD-LCK，位於西九龍興華街西100號，廠徽為L。
荔枝角車廠車廠部分樓高3層，但內部則因每層樓底佔一輛雙層巴士的高度而將車廠分為5層。其主要管轄範圍為九龍西（深水埗區、油尖旺區、九龍城區）及新界南（荃灣區、葵青區）的路線，部份行走葵涌及荃灣區的龍運巴士路線的車輛亦隸屬該廠。廠內現時設有約65個維修車坑，提供近395個泊車位。
荔枝角車廠設有兩所衛星車廠（青衣車廠及月輪街車廠）供旗下車輛停放。
2012年5月9日雖與九龍灣車廠一同全冷，但因5月8日晚上轄下5A線（為九巴最後四條熱狗線之一，亦為該廠最後一條熱狗線）已宣告全冷，而成為第三間全冷服務的九巴主廠。
荔枝角廠為九巴最後一個仍有非低地台車輛的車廠，2017年7月6日ADS235（JD4215）行走8號線返抵總站一刻，九龍巴士載客車隊終告全面低地台化，代表空調巴士的白底紅線車身色彩從此退出歷史舞台。

## 歷史
舊荔枝角車廠於1965年投入服務，位於荔枝角寶輪街（現址為曼克頓山住宅項目），取代長沙灣營盤街車廠（該廠因靠近已結業的仙樂戲院，俗稱「仙樂車廠」，現址為美居中心）的巴士維修工序。該車廠佔地140,250平方呎，由九巴於1959年以300萬元購入，樓高3層，樓宇總面積約為35,900平方米。該廠設有寫字樓、32條維修車坑，而該廠2樓及3樓天台的巴士停泊區共可容納200部巴士停放。所管理的巴士超過一千部，行走約120條路線，遍及油尖旺、九龍城、深水埗、葵青、荃灣、沙田及港島等地區，所屬車廠的車長超過二千人。
1987年9月，九巴局部重建荔枝角車廠北部，成為該公司的總部大樓，以整合分散於此廠及葵涌車廠的辦公室。該大樓原訂於1989年落成，但最終延至翌年1月才啟用。
1989年3月11日位於源順圍一號的沙田車廠永久廠房啟用前，沙田區巴士服務由荔枝角車廠管轄，直至廠房啟用為止。而當時荔枝角車廠同時亦管轄九龍西及新界南（即荃灣及葵青區）的巴士服務。
九巴於1997年向政府建議當新專營權在9月1日生效後，擬把原有荔枝角車廠用地轉讓予其全資附屬公司，然後該附屬公司以象徵式租金把車廠用地租回九巴使用，以便營辦專營巴士服務，直至在西九龍填海區的全新現代化車廠啟用為止。屆時，九巴位於蝴蝶谷道和月輪街兩座臨時車廠的設施會悉數遷往新車廠。
有關轉讓舊車廠業權和興建新車廠所需的一切成本，全數由九巴股東負責，而不會把這些費用轉嫁乘客。當新車廠落成及完成搬遷後，原有荔枝角車廠用地無須再用作營運與專營巴士有關業務，九巴可自行轉售地皮或重新發展作其他用途，最終政府同意以上安排。
在籌劃建造全新荔枝角車廠時，九巴於1999年7月7日至2004年5月15日期間租用一幅位於興華街西70號的地皮，作為臨時巴士車廠之用，取代2000年1月17日停用的蝴蝶谷道車廠，後者土地已交還政府並成為懲教署荔枝角收押所I及J座。九巴西九龍臨時車廠於1999年12月6日啟用，佔地23,300平方米，屬荔枝角廠旗下之衛星車廠，主要作停泊用途，可停泊72輛巴士。臨時車廠不設任何維修設備，每晚維修組員工須驅車前往車廠，以預約方式為巴士進行小型檢查及維修工序。
踏入千禧年代，舊荔枝角車廠已成為全港歷史最悠久的巴士廠，無論設備及空間均顯得過時及不敷應用。因此九巴決定於西九龍填海區近昂船洲的地段（興華街西100號）興建新車廠大樓，並於2000年9月19日舉行動土儀式。九巴當時估計新車廠會於2001年年底前竣工，但是在2001年5月29日仍在興建期間，發生了一條重逾十噸的預製石屎橫樑坍塌，引致工人1死9傷的工業意外。最後導致新車廠延遲至2002年4月竣工，同年5月11日啟用，並改名為「新荔枝角車廠」。整幢車廠由835條預製橫樑支撐，建築面積44,374平方米，總樓面面積達650,000平方呎，在3層高巴士維修車廠地下設置流水線，能讓8部巴士同時進行入油和清洗車身等工序，以及設有64條車坑與32個維修車位；設於3樓及5樓的停車間可分別停泊107及162輛巴士。此外，荔枝角車廠設有以下多項環保設施：
- 車廠大樓以預製組件裝嵌而成；
- 位於地面層的洗車區安裝了用水循環再用設施，70%洗車用水經過濾及分隔污染物後會循環再用；
- 二樓設有符合環保署要求的化學廢物收集區，回收舊光管等容易引致化學污染的廢物；及
- 車廠內裝設有效節約能源的照明系統。

而舊荔枝角車廠未重建部分，於新車廠落成後亦關閉拆卸，並重建成曼克頓山住宅項目。
2008年3月1日起，九龍城（盛德街）總站及何文田總站改由荔枝角車廠管轄，與其相關的路線（包括5A、108及109）當日連同掛牌車輛一併調往該廠管理。後因108線於2015年12月19日延長至觀塘區啟業總站而回歸九龍灣車廠管轄。
2014年10月4日，51線改為循環線運作，因所屬起點荃灣西站為荔枝角廠管轄範圍而於同年11月11日起改由荔枝角車廠管轄，令本路線成為唯一一條由荔枝角車廠單獨派車的元朗區巴士路線（臨時車務調動除外）。
2018年1月22日，38B線投入服務，並由38A線抽車行走，令38B線成為唯一一條由荔枝角車廠單獨派車的沙田區巴士路線。

## 相關事件
- 2019年12月27日下午約2時半，一輛Neoplan Centroliner的非專營巴士（前AP146，車牌號碼KR6768）在荔枝角車廠內行駛期間翻側，上層車頭玻璃甩脫，下層車頭玻璃亦嚴重損毀，事件中無人受傷，涉事員工被即時停職，公司並會展開紀律調查。由於政府制訂歐盟三型柴油非專營巴士退役限期與是次意外發生日期不遠，肇事巴士事後不獲復修並提早退役。

## 轄下車廠

### 青衣車廠
九巴青衣車廠（KMB Tsing Yi Depot），公司車廠代號LCKD-TSYI，是九巴荔枝角車廠（L）其中一間衛星車廠，位於青衣西南西草灣路及清梅街之間（出入口設於清梅街），供荃灣、葵青及青衣區部份巴士停泊。

#### 概況
青衣車廠於1989年啟用，是荔枝角車廠的其中一間衛星車廠。
該廠為一個露天車廠，佔地約23,600平方米，設有入油、洗車及停泊設施。該廠土地乃以短期租約形式向政府租用。
該廠在1996年起存放了兩架1982年利蘭勝利二型（G417及G470）作貨倉之用，兩者於1996年退役後由青衣車廠保存作貨倉，而G470曾於1986年屯門石排翻車意外後被修復。九巴於2017年4月20日貼出退役車輛招標公告，而G417及G470均於此列，顯示九巴將不會保留此兩輛舊巴士，並將之出售拆解，九巴其後改為只出售G470。經招標後，G470已於2017年5月4日被拖離車廠。

#### 管理路線
青衣車廠負責管理以下路線的荔枝角車廠車輛及車長 (不論該線總站是否設於青衣)：
- 31、36A、36B、37、37M、38[12]
- 40[12]、40P[12]、40X、41A、41M、41P、42[12]、42C[12]、42M、43、43B、43C、43D[13]、43P、43X、X42C、X42P
- 44、44M、47X、48X、49P、49X
- 68A、73X
- 235、237A、241X、243M [14]、248M、249M、249X、278X、279X、290(A/B/N/X)[12]
- 936、936A[12]
- A31、A32、A38、A41、E31、E32、E33、N31

其餘以荃灣及葵青區 (包括青衣在內) 為總站但不在上列的荔枝角車廠路線皆由市區車廠直接管理，例如30X、42A、43A 、43M、238X、242X、N241、948 等路線。

#### 相關事件
1995年5月17日上午六時許，一名駕駛40線車長因不滿上司未有為他申請駕駛空調巴士後企圖自殺，在青衣車廠內駕駛一輛丹尼士巨龍非空調巴士（S3N136，車牌號碼DP6702）撞向其他四輛空調巴士（AL59，車牌號碼EY4052、AM90，車牌號碼EV7175、AN9，車牌號碼FP5902及ADS25，車牌號碼FU1098）後受傷。肇事車長於事發後一個月自殺身亡。（相關新聞片段 （页面存档备份，存于））

### 月輪街車廠
九巴月輪街車廠（KMB Yuet Lun St. Depot）是九巴荔枝角車廠（L）的轄下的一個露天的衛星車廠，位於荔枝角深旺道及寶輪街交界，即曼克頓山（前九巴荔枝角車廠）對面，出入口設於寶輪街，主要用作停泊巴士之用。

#### 歷史
月輪街車廠佔地7420平方米，靠近荔枝角焚化爐舊址，於1983年獲政府批地設立，曾設有入油設備及洗車機，以輔助當時位於月輪廠對面之荔枝角車廠。後來荔枝角車廠由寶輪街遷往新填海區後，有關設備已被拆除，遺下入油處的簡陋上蓋，而入油車坑現時改作停泊未出牌／已退役巴士用途。

#### 現況
月輪街車廠現時只作泊車用途，不設維修設備，車長亦不能在該處簽到；除青衣車廠當值車長外，所有荔枝角車廠當值早更或特別更車長，均須於特定簽到時間前到達荔枝角車廠派更部簽到（拍卡），然後直接於荔枝角車廠取車或轉乘員工接送車到月輪廠取車。九巴在2025年批出標書，重建此一車廠，並將在廠區內增設一供員工使用的託兒所。
但由於此車廠距離九巴總部最近，步行也不超過五分鐘路程，所以九巴的不少記者招待會都會在此車廠舉行，例如介紹新車亞歷山大丹尼士Enviro 400、保留非空調巴士和2025年招聘嘉年華等。